# Michael Bütow

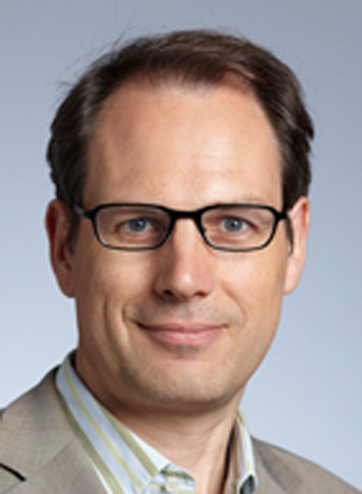
Michael Bütow

Michael Bütow (* 26. Februar 1966 in Freiburg im Breisgau) ist ein deutscher Fernsehproduzent.

## Biografie
Nach dem Abitur in Lübeck und Zivildienst in München sammelte er während eines einjährigen New-York-Aufenthalts erste Berufserfahrungen beim Film.
Zurück in Deutschland nahm er ein geisteswissenschaftliches Studium an der FU Berlin auf und wirkte u. a. als Aufnahmeleiter und Regieassistent an Filmprojekten mit.

1990 wechselte er an die Hochschule für Fernsehen und Film in München, wo er bis 1994 Produktion und Medienwirtschaft studierte. Es folgten zwei Jahre als Redaktionsleiter Eigenproduktion Fiction bei RTL II, wo unter anderem das TV-Movie Der Sandmann entstand.

Von 1996 bis 1998 leitete er die Redaktion „Eigenproduktion deutsche Fiction“ bei ProSieben. Für Studio Babelsberg baute er anschließend den Unternehmenszweig Babelsberg TV auf und produzierte Filme für ProSieben und Sat.1, u. a. Zwei vom Blitz getroffen.

Ab 2001 war Bütow Produzent und Geschäftsführer der Bütow Mainusch Filmproduktion.

2004 begann er seine Tätigkeit als Redaktionsleiter und Produktionschef für osteuropäische Sender der RTL Group, RTL Televizija in Kroatien und Ren TV in Moskau. Als Director of Local Production war Michael Bütow für die Produktion lokal produzierter Fiction-Serien und Unterhaltungs-Formate verantwortlich.

2008 wechselte er zur ProSiebenSat.1 Media AG, wo er sich als Senior Vice President International Production mit Produktionen in Osteuropa beschäftigte.
Von 2011 bis 2013 war Michael Bütow Geschäftsführer und Produzent der H & V Entertainment GmbH und übernahm innerhalb der Odeon-Film-Gruppe die Leitung der TV-Movie-Aktivitäten.
Von Februar 2014 bis Mitte 2017 war Michael Bütow als Produzent und Leiter der Fiction-Produktionsaktivitäten für die mecom fiction GmbH (vormals: mecom münchen GmbH) tätig.

## Filmografie (Auswahl)
- 1995: Rohe Ostern (Komödie – RTL2) Redaktion (Regie: Michael Gutmann)
- 1995: Der Sandmann (Thriller – RTL2) Redaktion (Regie: Nico  Hofmann) Auszeichnungen: Adolf-Grimme-Preis in Gold, Goldener Löwe, Bayerischer Fernsehpreis
- 1996: Kindermord (Fernsehdrama – RTL2) Redaktion (Regie: Bernd Böhlich)
- 1996: Die Kammer (Fernsehdrama – RTL2) Redaktion (Regie: Christoph Schrewe)
- 1996: Die Friedensmission (Thriller – ProSieben) Redaktionsleitung (Regie: Jörg Grünler)
- 1997: Kidnapping Mom + Dad (Komödie – ProSieben) Redaktionsleitung (Regie: Kai Wessel)
- 1997: Das merkwürdige Verhalten geschlechtsreifer Großstädter zur Paarungszeit (Kinokomödie) Redaktionsleitung (Regie: Marc Rothemund)
- 1998: Operation Noah (Actionthriller – ProSieben) Redaktionsleitung (Regie: Achim Bornhak)
- 1999: Der Elefant in meinem Bett (TV-Komödie – ProSieben) Produzent (Regie: Mark Schlichter) Auszeichnungen: Bayerischer Fernsehpreis, Bester Hauptdarsteller, Beste Hauptdarstellerin
- 2000: Zwei vom Blitz getroffen (TV-Komödie – Sat.1) Produzent (Regie: Kaspar Heidelbach)
- 2001: Family Dog (TV-Komödie – ProSieben) Produzent (Regie: Britta Krause)
- 2003: Glüxtipp (Quizshow – RTL2 – tägl. 24Min.) Produzent
- 2004: Köpfe in Bayern – Blacky Fuchsberger (Dokumentation – BR) Produzent
- 2004: Verbotene Liebe (Daily Soap, Adaption – Fremantle) Redaktionsleiter
- 2005: Köpfe in Bayern – Sepp Vilsmaier (Dokumentation – BR) Produzent
- 2005: Die Super Nanny (Dokusoap, Adaption – In-House-Produktion) Produzent
- 2005: Frauentausch (Dokusoap, Adaption – In-House-Produktion) Produzent
- 2005: Big Brother (Reality Show – In-House-Produktion) Produzent, Redaktionsleiter
- 2005: Ritas Welt (Sitcom, Adaption – In-House-Produktion) Produzent, Redaktionsleiter
- 2006: Perfect Strangers (Sitcom, Adaption – A-Media) Redaktionsleiter
- 2006: Deal or No Deal (Unterhaltungsshow, Adaption – Endemol) Redaktionsleiter
- 2006: Three’s Company (Sitcom, Adaption – Kinoprojekt) Redaktionsleiter
- 2006: Dinner Invitation (Koch-Dokusoap – Mir Reality) Redaktionsleiter
- 2006: Die Super Nanny (Dokusoap, Adaption – In-House-Produktion) Redaktionsleiter
- 2007: Police Patrol (Polizei-Dokusoap – Drugi Plan) Redaktionsleiter
- 2007: Dinner for five (Koch-Dokusoap – In-House-Produktion) Redaktionsleiter
- 2007: K.T. 2 (Daily Reality – Constantin Entertainment) Redaktionsleiter
- 2007: Alles Betty! (Telenovela, Adaption – In-House-Produktion) Produzent
- 2008: Croatia’s next top Model (Constantin Entertainment) Redaktionsleiter
- 2009: Liebe in anderen Umständen (TV-Movie, SAT1)
- 2010: Das fremde Mädchen (TV-Movie, SAT1)
- 2010: Isenhart (TV-Movie, ProSieben)

## Publikationen
- Amend, Heike/Bütow, Michael (Hrsg.): “Der bewegte Film”, Vistas, 1997,  ISBN 978-3-89158-202-2